# Messager de la paix
Les Messagers de la paix sont choisis par les Nations unies parmi des personnalités de différents domaines artistiques, ou sportifs pour leurs actions humanitaires.

## Histoire
Créée à la fin du XXe siècle, cette récompense a été donnée à des personnalités qui ont accepté de donner de leur temps et de leur popularité pour promouvoir l'action de l'ONU dans le monde. 
Les messagers de la paix sont actuellement :
- la princesse Haya bint al-Hussein nommée en 2007
- Daniel Barenboim nommé en 2007
- Paulo Coelho nommé en 2007
- Leonardo DiCaprio nommé en 2014 sur le sujet de la lutte contre les changements climatiques
- Michael Douglas nommé en 1998
- Jane Goodall nommée en 2002
- Midori Goto nommée en 2007
- Lang Lang nommé en 2013
- Yo-Yo Ma nommé en 2006
- Edward Norton nommé en 2010
- Charlize Theron nommée en 2008 pour l'aide qu'elle apporte aux enfants pauvres d'Afrique du Sud[2]
- Stevie Wonder nommé en 2009
- Malala Yousafzai nommée en 2017, chargée particulièrement de l’éducation des filles[3]

Parmi les anciens messagers : Mohamed Ali ; Vijay Amritraj ; Anna Cataldi ; George Clooney (récompensé pour ses actions concernant la crise du Darfour) ; Enrico Macias ; Wynton Marsalis ; Luciano Pavarotti ; Wangari Muta Maathai ; Elie Wiesel.